# Southbourne
Southbourne är en by och en civil parish i Chichester i Storbritannien. Den ligger i grevskapet West Sussex och riksdelen England, i den södra delen av landet, 90 km sydväst om huvudstaden London. Orten hade 6 001 invånare (2001).
Klimatet i området är tempererat. Årsmedeltemperaturen i trakten är 9 °C. Den varmaste månaden är juli, då medeltemperaturen är 17 °C, och den kallaste är januari, med 2 °C.